# Junior Johnson
Robert Glenn Johnson Jr., beter bekend als Junior Johnson (Ronda in Wilkes County (North Carolina), 28 juni 1931 – Charlotte, 20 december 2019) was een Amerikaans autocoureur en teameigenaar. Hij reed tussen 1953 en 1966 in de NASCAR Grand National Series.

## Carrière
Johnson won in zijn NASCAR-carrière vijftig races. Zijn eerste overwinning kwam er in 1955 toen hij een een race won op de Hickory Motor Speedway. In 1960 won hij de tweede editie van de Daytona 500. In 1965 won hij dertien races, net zoveel als Ned Jarrett die het kampioenschap won. Ondanks zijn vele overwinningen won Johnson nooit de titel. Zijn beste kampioenschapsresultaat was een zesde plaats in 1955 en 1961. Nadat hij zijn actieve carrière als rijder had beëindigd in 1966 concentreerde hij zich verder op zijn raceteam. Dat werd succesvol en won met de rijders Cale Yarborough (1976, 1977 en 1978) en Darrell Waltrip (1981, 1982 en 1985) zes titels. In 1990 werd hij erelid van de International Motorsports Hall of Fame.
Hij overleed op 88-jarige leeftijd en leed aan de Ziekte van Alzheimer.